# Sergei Nikolajewitsch Lebedew

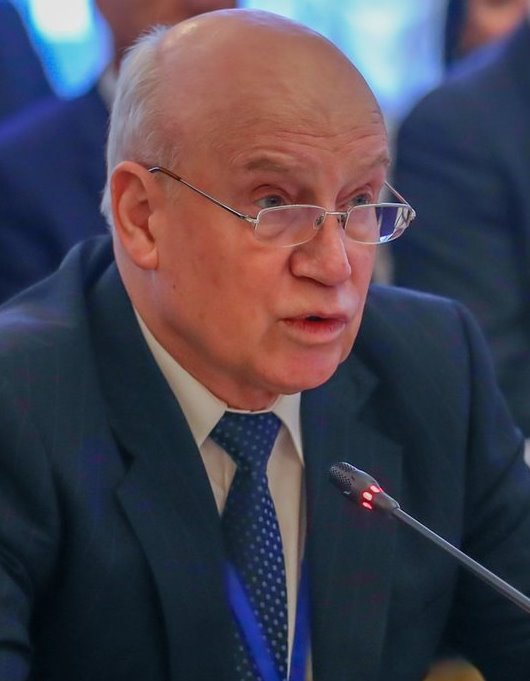
Sergei Lebedew, 2018

Sergei Nikolajewitsch Lebedew (russisch Сергей Николаевич Лебедев; * 9. April 1948 in Jizzax, Usbekische SSR, Sowjetunion) ist ein russischer Politiker. Er ist seit 2007 Generalsekretär (General Executive) der Gemeinschaft Unabhängiger Staaten (GUS). Davor war er von 2000 bis 2007 Direktor des russischen Auslandsgeheimdienstes SWR.
Lebedew beendete die Schule 1965 in Jizzax und schloss anschließend 1970 das Kiewer Politechnikum ab. 1971 bis 1972 diente er im Militär. 1975 trat er in den Dienst der Ersten Hauptverwaltung des KGB. 1978 schloss Lebedew die Diplomatische Akademie des Außenministeriums der Sowjetunion ab. Zwischen 1998 und 2000 weilte er als offizieller Repräsentant des Sluschba wneschnei raswedki (SWR) in den Vereinigten Staaten von Amerika. Am 20. Mai 2000 wurde der Geheimdienstler Direktor des SWR. Am 5. Oktober 2007 wurde er als Nachfolger von Wladimir Ruschailo zum Generalsekretär der GUS gewählt.